# Radia Perlman
Radia Joy Perlman (18 de desembre de 1951, Portsmouth, Virgínia) és una creadora de programari i enginyera de xarxes, experta en seguretat, coneguda com la Mare d'Internet. Actualment treballa a Intel, Estats Units, empresa per a la qual ha aconseguit més de 47 patents.